# US Open 1977
Die 97. US Open 1977 waren ein Tennis-Sandplatzturnier der Klasse Grand Slam, das von der ITF veranstaltet wurde. Es fand vom 31. August bis 11. September 1977 in Forest Hills, New York, Vereinigte Staaten statt. Zum dritten und letzten Mal wurde auf Sand gespielt. Ebenfalls zum letzten Mal wurde in Forest Hills gespielt. Danach wechselte man nach Flushing Meadow.
Titelverteidiger im Einzel waren Jimmy Connors bei den Herren sowie Chris Evert bei den Damen. Im Herrendoppel waren Tom Okker und Marty Riessen, im Damendoppel Linky Boshoff und Ilana Kloss und im Mixed Betty Stöve und Frew McMillan  die Titelverteidiger.

## Herreneinzel

### Setzliste
| Nr. | Spieler          | Erreichte Runde |
| --- | ---------------- | --------------- |
| 01. | Björn Borg       | Achtelfinale    |
| 02. | Jimmy Connors    | Finale          |
| 03. | Brian Gottfried  | Viertelfinale   |
| 04. | Guillermo Vilas  | Sieg            |
| 05. | Manuel Orantes   | Viertelfinale   |
| 06. | Raúl Ramírez     | 1. Runde        |
| 07. | Ilie Năstase     | 2. Runde        |
| 08. | Vitas Gerulaitis | Achtelfinale    |

| Nr. | Spieler        | Erreichte Runde |
| --- | -------------- | --------------- |
| 09. | Eddie Dibbs    | 3. Runde        |
| 10. | Dick Stockton  | Viertelfinale   |
| 11. | Roscoe Tanner  | Achtelfinale    |
| 12. | Harold Solomon | Halbfinale      |
| 13. | Mark Cox       | 1. Runde        |
| 14. | Ken Rosewall   | 3. Runde        |
| 15. | Wojciech Fibak | Achtelfinale    |
| 16. | Stan Smith     | 2. Runde        |

## Dameneinzel

### Setzliste
| Nr. | Spielerin           | Erreichte Runde |
| --- | ------------------- | --------------- |
| 01. | Chris Evert         | Sieg            |
| 02. | Martina Navratilova | Halbfinale      |
| 03. | Virginia Wade       | Viertelfinale   |
| 04. | Sue Barker          | 3. Runde        |
| 05. | Betty Stöve         | Halbfinale      |
| 06. | Rosie Casals        | Achtelfinale    |

| Nr. | Spielerin        | Erreichte Runde |
| --- | ---------------- | --------------- |
| 07. | Billie Jean King | Viertelfinale   |
| 08. | Dianne Fromholtz | Achtelfinale    |
| 09. | Kerry Reid       | Achtelfinale    |
| 10. | Mima Jaušovec    | Viertelfinale   |
| 11. | Kristien Shaw    | 1. Runde        |
| 12. | Wendy Turnbull   | Finale          |

## Herrendoppel

### Setzliste
| Nr. | Paarung                      | Erreichte Runde |
| --- | ---------------------------- | --------------- |
| 01. | Bob Hewitt Frew McMillan     | Sieg            |
| 02. | Brian Gottfried Raúl Ramírez | Finale          |
| 03. | Tom Okker Marty Riessen      | Viertelfinale   |
| 04. | Bob Lutz Stan Smith          | Viertelfinale   |
| 05. | Wojciech Fibak Dick Stockton | 2. Runde        |
| 06. | John Alexander Phil Dent     | 1. Runde        |
| 07. | Fred McNair Sherwood Stewart | Achtelfinale    |
| 08. |                              | Rückzug         |

| Nr. | Paarung                         | Erreichte Runde |
| --- | ------------------------------- | --------------- |
| 09. | Syd Ball Kim Warwick            | Halbfinale      |
| 10. | Paul Kronk Cliff Letcher        | Viertelfinale   |
| 11. | Anand Amritraj Vijay Amritraj   | Achtelfinale    |
| 12. | Colin Dibley Chris Kachel       | Achtelfinale    |
| 13. | David Lloyd John Lloyd          | 1. Runde        |
| 14. | Mark Edmondson John Marks       | 2. Runde        |
| 15. | Hank Pfister Butch Walts        | Achtelfinale    |
| 16. | Hans Gildemeister Belus Prajoux | Achtelfinale    |

## Damendoppel

### Setzliste
| Nr. | Paarung                         | Erreichte Runde |
| --- | ------------------------------- | --------------- |
| 01. | Martina Navratilova Betty Stöve | Sieg            |
| 02. | Linky Boshoff Ilana Kloss       | 2. Runde        |
| 03. | Helen Cawley JoAnne Russell     | 2. Runde        |
| 04. | Françoise Dürr Virginia Wade    | Viertelfinale   |

| Nr. | Paarung                         | Erreichte Runde |
| --- | ------------------------------- | --------------- |
| 05. | Lesley Charles Sue Mappin       | Viertelfinale   |
| 06. | Kerry Reid Greer Stevens        | Halbfinale      |
| 07. | Regina Maršíková Pam Teeguarden | 1. Runde        |
| 08. | Mona Guerrant Ann Kiyomura      | 1. Runde        |

## Mixed

### Setzliste
| Nr. | Paarung                           | Erreichte Runde |
| --- | --------------------------------- | --------------- |
| 01. | Bob Hewitt Greer Stevens          | Halbfinale      |
| 02. | Frew McMillan Betty Stöve         | Sieg            |
| 03. | Vitas Gerulaitis Billie Jean King | Finale          |
| 04. | Marty Riessen Françoise Dürr      | 1. Runde        |